# Xian de Mashan
Pour les articles homonymes, voir Mashan.
Le xian de Mashan (chinois simplifié : 马山县 ; chinois traditionnel : 馬山縣 ; pinyin : Mǎshān Xiàn ; Zhuang : Maxsan Yen) est un district administratif de la région autonome Zhuang du Guangxi en Chine. Il est placé sous la juridiction de la ville-préfecture de Nanning.

## Démographie
La population du district était de 490 077 habitants en 1999,et la population du district était de 533 586 habitants en 2009, dont 75.8 % de Zhuang, groupe ethnique principalement concentré dans cette région.